# Marisol Malaret
Marisol Malaret Contreras, née le 13 octobre 1949 à Utuado (Porto-Rico) et morte le 19 mars 2023 à San Juan (Porto Rico),, est une animatrice de télévision et mannequin portoricaine, qui a été élue Miss Univers 1970.